# فرنسيسكو خافيير غونزاليس
فرنسيسكو خافيير غونزاليس (بالإسبانية: Francisco Javier González)‏ (31 يناير 1984 بزاكاتيكاس في المكسيك - ) هو لاعب كرة قدم مكسيكي في مركز حراسة المرمى. لعب مع سانتوس لاغونا وكلوب ليون.

## وصلات خارجية
- فرنسيسكو خافيير غونزاليس على موقع قاعدة بيانات كرة القدم.إي يو (الإنجليزية)
- فرنسيسكو خافيير غونزاليس على موقع Soccerway.com (الإنجليزية)